# Machaquila
Machaquila est un site archéologique maya du Guatemala.
En 1961, l'archéologue Ian Brown a découvert sur le site sacré de Machaquila, au Guatemala, une stèle relatant l'accession au trône d'un souverain local. La datation effectuée par Ian Brown, qui correspond à l'an 815 de notre ère, laisse penser que cette pierre aurait été sculptée à une époque où la cité était encore prospère, alors que la civilisation maya était en pleine décadence.

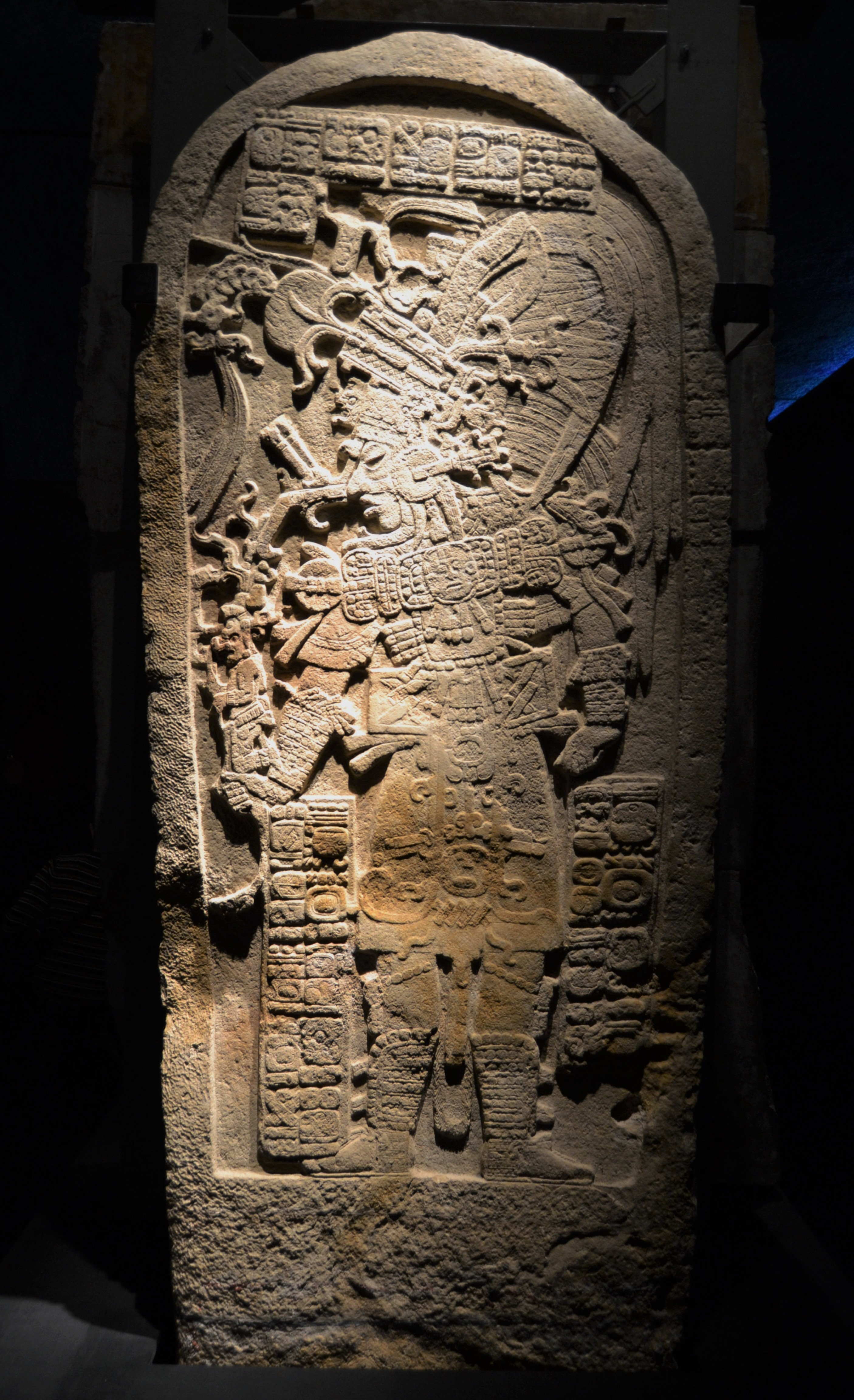
Stèle 3 de Machaquila.